# Rupcsics György
Rupcsics György (Rupčić György) (Módos, 1854/1857. március 30. – Budapest, 1924. augusztus 2.) folyamszabályozó mérnök, a Tisza-szabályozás egyik kiemelkedő alakja.

## Életpályája
1881-ben diplomázott a budapesti műegyetemen, ahol mérnöki oklevelet kapott. 1881-ben vízépítő mérnök lett. Az 1879-es szegedi árvíz után újjászervezett vízügyi szolgálat egyik vezetője volt; a tiszai kotrások főmérnökeként megszervezte és irányította a tiszai kotróparkot. Később magánmérnöki irodát nyitott. 1890–1898 között Luther Hugó helyetteseként, illetve megbízottjaként az Al-Duna-szabályozási munkálatok vezetője volt.
Sírja a Fiumei úti sírkertben található (36/1-3-18).

## Művei
- Tanulmány az alsó Tisza mentén építendő zsilipekről (Magyar Mérnök- és Építész-Egylet Közlönye, 1888)
- A szivornya (1890)
- Részletek a Vaskapu szabályozásáról (Magyar Mérnök és Építész Egylet Közlönye, 1897)
- A Duna és Tisza közötti csatorna ipari célokra szolgáló vízierő kihasználással kombinálva (Heti Ért., 1907)
- A soroksári Duna-ágon tervezett vízierőmű (Heti Ért., 1910)

## Díjai
- Hollán Ernő-díj (1898)